# دونالد کوکسی
دونالد کوکسی (انگلیسی: Donald Cooksey؛ زاده ۱۵ مه ۱۸۹۲ درگذشته ۱۹ اوت ۱۹۷۷) یک فیزیک‌دان بود.